# Mistrzostwa Grecji w Lekkoatletyce 2010
Mistrzostwa Grecji w Lekkoatletyce 2010 – zawody lekkoatletyczne, które odbyły się 12 i 13 czerwca w Patras.

## Rezultaty

### Mężczyźni
| Konkurencja:                  | 1. miejsce                  | Rezultat    | 2. miejsce                    | Rezultat | 3. miejsce               | Rezultat   |
| Bieg na 100 m                 | Ággelos Aggelákis           | 10.42 PB    | Efthímios Steryioúlis         | 10.50 SB | Yeóryios Koutsotheodórou | 10.55 SB   |
| Bieg na 200 m                 | Likoúrgos-Stéfanos Tsákonas | 20.98       | Stávros Anifadís              | 21.38    | Yeóryios Koutsotheodórou | 21.39      |
| Bieg na 400 m                 | Dimítrios Grávalos          | 47.02 SB    | Pétros Kiriakídis             | 47.20 SB | Padeleímon Melahrinoúdis | 47.73 SB   |
| Bieg na 800 m                 | Konstadínos Nakópoulos      | 1:49.96     | Andréas Dimitrákis            | 1:51.51  | Konstadínos Vasilákis    | 1:51.70 PB |
| Bieg na 1500 m                | Andréas Dimitrákis          | 3:48.62 PB  | Konstadínos Tousé             | 3:56.49  |                          |            |
| Bieg na 5000 m                | Konstadínos Tousé           | 15:28.80 PB |                               |          |                          |            |
| Bieg na 110 m przez płotki    | Konstadínos Douvalídis      | 13.52 SB    | Theópistos Mavrídis           | 14.18 SB | Aléxandros Theofánov     | 14.27 SB   |
| Bieg na 400 m przez płotki    | Periklis Jakowakis          | 50.34 SB    | Sotírios Iakovákis            | 50.58    | Spirídon Papadópoulos    | 50.99 SB   |
| Bieg na 3000 m z przeszkodami | Theódoros Anagnóstou        | 8:57.99 SB  |                               |          |                          |            |
| Skok wzwyż                    | Konstandinos Baniotis       | 2.20        | Dimítrios Hondrokoúkis        | 2.15     | Adónios Mástoras         | 2.15 SB    |
| Skok o tyczce                 | Konstadínos Filippídis      | 5.50        | Stávros Kouroupákis           | 5.40 SB  | Stéfanos Koufídis        | 5.35       |
| Skok w dal                    | Luis Tsatumas               | 7.78        | Mihaíl Mertzanídis-Despotéris | 7.74 SB  | Jeorjos Tsakonas         | 7.66 SB    |
| Trójskok                      | Dimitrios Tsiamis           | 16.59       | Stávros Yeoryíou              | 16.25 SB | Nikólaos Frággos         | 15.86      |
| Pchnięcie kulą                | Mihaíl Stamatóyiannis       | 19.06 SB    | Andréas Anastasópoulos        | 18.05 SB | Yeóryios Yeromarkákis    | 17.71      |
| Rzut dyskiem                  | Spirídon Arabatzís          | 56.99       | Yeóryios Trémos               | 54.80    | Yeóryios Tsolakídis      | 54.75      |
| Rzut młotem                   | Stamátios Papadoníou        | 73.03       | Efthímios Katsikadámis        | 72.00 SB | Konstadínos Stathelákos  | 69.07 SB   |
| Rzut oszczepem                | Spirídon Lebésis            | 82.90 PB    | Ioánnis Smaliós               | 76.60    | Yeóryios Íltsios         | 73.47      |

### Kobiety
| Konkurencja:                  | 1. miejsce            | Rezultat    | 2. miejsce              | Rezultat    | 3. miejsce                   | Rezultat   |
| Bieg na 100 m                 | Yeoryía Koklóni       | 11.46       | Andriána Férra          | 11.81 PB    | Elefthéria Kobídou           | 12.01      |
| Bieg na 200 m                 | Andriána Férra        | 23.85 PB    | María Karastamáti       | 24.03       | Ólga Kaidantzí               | 24.27      |
| Bieg na 400 m                 | Agní Dervéni          | 53.16 SB    | María Panayiotídou      | 55.29 SB    | Ekateríni Sírou              | 55.70 SB   |
| Bieg na 800 m                 | Eléni Filándra        | 2:03.91 SB  | Fotiní Dagglí-Paggóto   | 2:06.33 SB  | María Pánou                  | 2:08.88 SB |
| Bieg na 1500 m                | Eléni Filándra        | 4:15.14 PB  | María Pánou             | 4:16.42 PB  | Konstadína Kefála            | 4:19.48    |
| Bieg na 5000 m                | Sofía Ríga            | 16:54.93 PB |                         |             |                              |            |
| Bieg na 100 m przez płotki    | Flóra Redoúmi         | 13.70 SB    | Sofía Ifadídou          | 13.76       | Olibía Petsoúdi              | 13.92      |
| Bieg na 400 m przez płotki    | Hristína Hantzí-Neag  | 58.22 SB    | Anastasía Papoutsáki    | 58.86       | María Panayiotídou           | 60.51 PB   |
| Bieg na 3000 m z przeszkodami | Athiná Koíni          | 10:42.54 PB | María Malái             | 10:45.75 PB |                              |            |
| Skok wzwyż                    | Adonía Steryíou       | 1.87 SB     | Soultána Papasotiríou   | 1.74        | Dímitra Nazíri               | 1.74 SB    |
| Skok o tyczce                 | Afrodíti Skafída      | 4.40 SB     | Dímitra Emmanouíl       | 4.20        | Stélla-Iró Ledáki            | 4.20 PB    |
| Skok w dal                    | Athanasía Pérra       | 6.23 SB     | María-Eléni Kafoúrou    | 6.08        | Evaggelía Galéni             | 6.07       |
| Trójskok                      | Athanasía Pérra       | 14.57       | Ioánna Grammatikopoúlou | 13.46       | Paraskeví Papahrístou        | 13.46      |
| Pchnięcie kulą                | Iríni Terzóglou       | 16.03 SB    | Hrisí Moisídou          | 15.83 SB    | Stilianí Papadopoúlou        | 14.73      |
| Rzut dyskiem                  | Dorothéa Kalpakídou   | 51.23       | Magdaliní Komótoglou    | 49.43       | Evaggelía Sofáni             | 48.65      |
| Rzut młotem                   | Stilianí Papadopoúlou | 70.80 SB    | Alexándra Papayeoryíou  | 66.48 SB    | Andriána Papadopoúlou-Fatála | 56.63      |
| Rzut oszczepem                | Sávva Líka            | 55.63 SB    | Angeliki Tsiolakoudi    | 54.30       | Ióli Panídi                  | 53.02      |

## Wieloboje
Mistrzostwa Grecji w wielobojach rozegrano 29 i 30 maja w Schimatari.

### Mężczyźni
| Konkurencja:  | 1. miejsce        | Rezultat | 2. miejsce            | Rezultat | 3. miejsce | Rezultat |
| Dziesięciobój | Andréas Tsoúkalis | 7142 pkt | Efthímios Steryioúlis | 6960 pkt |            |          |

### Kobiety
| Konkurencja: | 1. miejsce      | Rezultat    | 2. miejsce     | Rezultat | 3. miejsce   | Rezultat    |
| Siedmiobój   | Aryiró Stratáki | 6038 pkt SB | Sofía Ifadídou | 5954 pkt | Iríni Daniíl | 5191 pkt SB |